# 黎克勸
黎克勸（越南语：／；1879年—？年），越南阮朝官員。

## 生平
黎克勸是清化省河中府弘化縣慈光總月圓社（今属清化省清化市弘光社）人，嗣德三十二年（1879年）出生。維新三年（1909年），參加清化場鄉試，考中舉人。啟定元年（1916年），會試中格，庭試考中三甲同進士出身。後任學部行走。